# جبل الهريدي
جبل الهريدي، موقع أثري في مصر يقع على بعد 350 كيلومترًا جنوب القاهرة داخل ساكلتة ، في محافظة سوهاج في مصر العليا. يقع الموقع جنوب القاو الكبير ( تجيبو ) في المنطقة الواقعة بين بلدتي النواورة والجلاوية . الموقع مهم جدا من الناحية التاريخية بسبب وجود اللأقباط  في جميع أنحاء الموقع. و لأن هذه كانت بداية إستخدام الدير المنعزلة التي جمعت النساك معًا في مجتمع مستقر. حيث تم العثور على كتابات مهمة غير معروفة من العصر البطلمي وتسجيلها. يشير الاستخراج واسع النطاق الذي حدث عبر الزمن إلى أن جبل الهريدي احتوى على أحد أهم مصادر الأحجار تحت البطالمة ورمسيس الثالث . وقد تسبب نهب وتدمير الموقع في صعوبة كبيرة لعلماء الآثار في تحديد تفاصيل محددة مثل التواريخ وأصحاب المقابر. وقد سمحت التفاصيل التي تم الحصول عليها بفهم أكبر للتغيرات في إستخدام الموقع طوال فترة إحتلاله لمدة ثلاثة آلاف عام.

## المنطقة
يقع جبل الهريدي على بعد 350 كيلومترًا جنوب القاهرة داخل منطقة ساجولا في محافظة سوهاج في مصر العليا. هذه المنطقة الجبلية مع المنحدرات المكونة من الأحجار الجيرية العامودية الكبيرة. كما تتكون هضبة معزة أيضا من الحجر الجيري ومن الطين والصوان والحصى. السمة الرئيسية للموقع هي نتوء واسع من الحجر الجيري المنحني بالقرب من الضفة الشرقية في لنهر النيل ومع الاستمرار جنوبًا، يقترب الجرف من النهر. وفي شمال موقع جبل الهريدي توجد صحراء كبيرة تسمى بسهل نووارا. ويقسم المنطقة القطع الحديث لقناة العيسوية الموجود بالقرب من قاع الجبل. أكبر قرية في جبل الهريدي، هي قرية الخازندرية التي تقع جنوب «جبل رمسيس». وفي أقصى الجنوب تم اكتشاف قرية أخرى، هي نزلة الهريدي حيث يوجد ضريح الشيخ الهريدي ونجله بالوادي القريب من نزلة الهريدي من المملكة القديمة.

## المسح والتاريخ
في المسوحات الأولية لجبل الهريدي تم الكشف عن وجود مواد أثرية مهمة للأسرة السادسة من المملكة القديمة ومن أواخر الإمبراطورية الرومانية  والفترة القبطية . و توضح البقايا الأثرية التي تم اكتشافها داخل الحدود على تعاقب عدة أنواع من الاستيطان المستمرعلى الموقع حيث تم العثور على مقلع حجارة كبير، وتوابيت منحوتة في الصخر تستخدم كمقبرة ، ومستوطنة مغلقة من الطوب اللبن.
سجل عدة من الأشخاص ما رأوه خلال ترحالهم عبر منطقة جبل الهريدي مثل المحاجر الباطنية وأطلال الطوب المسيحي والمقابر والتماثيل المشوهه حيث ان أقدم ذكر للمنطقة كان بقلم ريتشارد بوكوك في عام 1763. وتم ذكر الموقع أيضا في بعثة نابليون، وقام روبرت هاي بإجراء أعمال كتابية مهمة في عام 1832-3 حيث تبعه جون جاردينر ويلكنسون في عام 1855 وقام بتسجيل مقابر المملكة القديمة. و خلال القرن التاسع عشر سافر نيستور L'Hôte و بونومي إلى منطقة جبل الهريدي.
في عام 1913 سافر فيلهلم شبيجلبرغ إلى جبل الهريدي وسجل نقوشًا في المحجر البطلمي حيث قام بذكر بطليموس الثاني عشر أوليتس. و يشار إلى الملك في بورتر وموس باسم بطليموس نيوس ديونيسوس. ظهر الملك قبل مين ، Harsiese، إيزيس ، وهو شكل من حورس (وتسمى Ka'zana) والتي ترأسها الأسد Repyt (Tryphis).
سجل لبيب حباشي نقش كبير لرمسيس الثالث عثرعليه في جبل الهريدي.

## حفريات ونتائج المنطقة الشرقية

### المسح الأول (1991-1992)
بدأ أول مسح تنقيبي منهجي في 14 ديسمبر 1991 وانتهى في 4 يناير 1992. جيث قامت جمعية استكشاف مصر بدعم البعثة البريطانية التي أجرت الاستطلاعات الثلاثة. حيث ركز المسح الأول الذي تم إجراؤه على محاجر الخزندرية ومحاجر البطالمة ومقابر الشيخ الحريدي ومنطقة الطوب اللبن بالقرب من منحدر أبو النصر. و تم العثور على ثلاثة محاجر كبيرة في الخزندرية. تأتي أهمية هذه المحاجر من النقش الصخري الكبير لرمسيس الثالث والفخار السطحي. يشير النقش الصخري لرمسيس الثالث، الذي كان الفرعون الثاني خلال الأسرة العشرين، إلا أن المحاجر كانت تتم في ظل حكمه في هذا الموقع بالذات. كانت أشكال هذه المحاجر غير منتظمة الشكل، بما في ذلك العديد من المنافذ ذات الأوجه. تقع المحاجر البطلمية أعلى أبو النصر. تم تأريخ هذه المحاجر إلى العصر البطلمي من النقوش الملكية الموجودة بالداخل. تكمن الأهمية الرئيسية لهذه المحاجر في التمثيل الكبير لبتاح وتحوت على كل جانب من جدران المدخل الشمالي المواجهة للخارج. شكل بتاح له أهمية كبيرة بسبب التاج المنتفخ الذي يذكرنا بالتاج الأبيض. في محجر آخر قريب، تم تسجيل نقش للإلهة حتحور وهي ترتدي تاج مصر العليا والسفلى . يشير الاختلاف في التيجان التي يرتديها الآلهة إلى المهن المتغيرة في الفترة الزمنية في الموقع. كان النص الهيروغليفي موجودًا فوق حورس وحتحور ؛ لسوء الحظ، تم تشويهها مع الخراطيش التي تم تدميرها بالكامل. تسبب تدمير الحروف الهيروغليفية والخراطيش في فقدان العالم الحديث لمعرفة من تم اعتقاله في المقابر القريبة، ومعلومات إضافية حول الأحداث التي وقعت خلال تلك الفترة الزمنية في تاريخ مصر القديمة.
كشفت المقابر الموجودة في الموقع أن الموقع كان يستخدم خلال عصر الدولة القديمة . يحتوي القبر 1 على نص يذكر أن المالك يشغل منصبًا رسميًا في المعبد. سمح أسلوب الشكل البارز لأحد النبلاء والنص المصاحب لعلماء الآثار بتأريخ القبر إلى الأسرة السادسة . قد يكون القبر الثاني قد أعيد استخدامه للاحتلال أو لإعادة الدفن. تم افتراض هذا بسبب الجص الطيني على العديد من جدران المحاجر. الميزة الأكثر غرابة في القبر الثاني هي النجوم والشكل الأصفر الذي تم استخدامه لتزيين الأسقف. لم يتم التعرف بشكل إيجابي على الشكل الأصفر في وسط النجوم. فكرة واحدة هي أن يصور سمكة؛ إذا كان هذا صحيحًا، فإنه يشير إلى أن السقف قد يكون فلكيًا. تاريخ هذا القبر غير معروف، يمكن أن يكون من عصر الدولة القديمة أو الوسطى أو الحديثة ؛ ولكن بسبب قربه من القبر 1 ، يفضل تاريخ المملكة القديمة. يحتوي القبر الثالث على تمثيل مجزأ لشخصية بشرية مرسومة مباشرة على وجه الصخرة. يحتوي كل من القبر 4 و 5 على حطام دفن بما في ذلك عظام بشرية ومنسوجات.

### المسح الثاني (1993)
اجري المسح الثاني في الفترة من 6 إلى 13 يونيو 1993. ركز الموسم الثاني في جبل الحريدي بشكل أكثر تحديدًا على أطلال اللبن التي تم مسحها لأول مرة في عام 1991. كان الهدف الأساسي لعلماء الآثار هو تسجيل جميع الجدران الموجودة والميزات الأخرى التي يمكن قياسها باستخدام جهاز قياس المسافات الإلكتروني EES. كما أنشأ علماء الآثار مسحًا كاملًا لكافة منطقة الطوب اللبن من أجل السياق الطبوغرافي بهدف الكشف عن هوية وهدف هياكل اللبن. كانوا يأملون أن تسمح هذه الخطة بفكرة عامة عن هندسة الموقع. كان الهدف الآخر لهذا المسح هو إنتاج تصنيف واسع وقابل للتأريخ للأواني الفخارية.
وتتكون المنطقة المبنية من الطوب اللبن بالقرب من قاعدة منحدر أبو النصر من جدران متهدمة من الطوب اللبن ومخلفات مهنية. وجد أن هذا الموقع يتكون من منطقتين متميزتين من الحطام القديم. الأولى كانت على الحافة الشمالية من أبو النصر وتحتوي على أكوام ضحلة تغير لونها بفعل اللبنة المتحللة. أما المنطقة الثانية فتأثرت بشكل كبير بالتعرية والعوامل الجوية . تضمنت بعض بقايا هذا القسم من بقايا مبانٍ، تناثر الكثير منها على سفح التل. تم العثور على جدار طويل يمتد من الجنوب الشرقي إلى الشمال الغربي أعلى جانب الجبل في الموقع لحوالي خمسين مترًا. أحاطت مجمعات أصغر مثل الجدران الثانوية بهذا الجدار ؛ حيث كانت هذه الجدران الثانوية تصل إلى القناة . من السمات المثيرة للاهتمام في هذه المنطقة الغرف الكبيرة المنحوتة بالصخور ذات الهياكل المصنوعة من الطوب اللبن التي شيدت أمامها. حيث تم العثور على واحدة من هذه الغرف التي لها مدخل رائع مع بروزات حجرية مثلثة معكوسة على كل جانب. في حين ان الغرف المنحوتة في الصخور متصلة ببعضها البعض في الغرفة الموجودة في الجدران. تم قطع كل غرفة من هذه الغرف على مستويات مختلفة بنمط نصف دائري. ويعتقد أن الغرض من هذه الغرف جنائزي. كانت كل غرفة تشكل بعدًا كافيًا لإيواء جسم الإنسان. تم الكشف عن تقنيات البناء المعماري الداخلي للمباني مع دراسة التضاريس الطبيعية. خلال الوقت استخدم سكان المنطقة واستغلوا التضاريس الصخرية القائمة لإنشاء هياكلهم المعقدة.
مباشرة إلى الشمال الهياكل المنحوتة في الصخر كانت توجد كميات كبيرة من شقف الفخار . وتشير كمية هذه الشقوف إلى أن الجانب كان له احتلال مكثف يتركز في أقصى شمال شرقي الموقع، مع احتمال حدوثه على مدى فترة زمنية طويلة. يشير تحليل الفخار إلى أن الاحتلال حدث خلال العصرين الروماني والقبطي. لم يكن من الممكن تحديد مكان صناعة الفخار لعدم وجود دليل واضح على وجود فرن . تم العثور على الطين المذاب على الجانب الشمالي من الموقع، مما قد يشير إلى منطقة صناعية. خلال مسح الفخار، تم العثور على جزء من مصباح فخاري مصبوب بالقرب من المقابر المنحوتة في الصخر. أشارت عناصر تصميم المصباح لعلماء الآثار إلى أنه من القرن الثالث إلى القرن الرابع، ولكن تم اقتراحه مؤخرًا أنه من القرن الثاني. تمثل هذه المصابيح أقدم الأشياء التي تم الكشف عنها على سطح هذه الهياكل المصنوعة من الطوب اللبن. وفقًا لكريستوفر كيربي، فإن الانطباع الذي تركه علماء الآثار هو أن الموقع كان مستوطنة محلية ذات طابع منعزل. تم اقتراح ذلك بسبب المقبرة التي تم العثور عليها داخل سور السياج .
عندما تم الجمع بين تحليل الفخار والعمارة وحجم الجدران، اقترح علماء الآثار في الموقع أن بعض بقايا الهيكل قد تكون واحدة من مبنى إداري أو دير قبطي محصن. وأظهرت الأدلة من الموسم الأول من العمل أن الناسك الأقباط استخدموا المحاجر القديمة للاحتلال. في حين ان عنصر هيكلي آخر يدعم فكرة الدير وهو المستوطنة غير المسورة التي تم العثور عليها شمال الموقع. يظهر نمط المجمعات غير المحصنة والجدران أيضًا في دير القديس إبيفانيوس في طيبة الغربية. سبب اختيار الرهبان والنساك الأقباط لموقعهم غير معروف، ولكن الفكرة أنهم سافروا وسكنوا هذه المنطقة بسبب الحياة الزهيدة المنشودة. عندما تم إصلاح الكنيسة القبطية في عهد باخوميوس الكبير ، تم جمع النساك من جميع أنحاء المناطق معًا في مجتمعات منظمة. حيث كانت هذه المجتمعات تتواجد عادة داخل أسوار مسورة، مما يعطي إمكانية أن يكون جبل الهريدي واحدًا منهم.

### المسح الثالث (1998)
تم إجراء المسح الثالث والأخير في الفترة من 19 يوليو إلى 16 أغسطس 1998. كان الغرض من الموسم الثالث والأخير في جبل الهريدي هو تحليل المقبرة وتسجيل هياكل الطوب اللبن خارج المحجر البطلمي E ومسح الجانب الشمالي من الرأس. حيث كان القسم الأول من الموقع الذي ركز عليه الفريق الأثري هو الحفاظ على القبر الثاني الملون . في حين كشفت جهود الحفظ على أن اللوحة لها ترتيب وتماثل لم يكن مرئيًا من قبل. أظهرت المقبرة علامات على انه تم حفرها بشكل غير قانوني بسبب المحتويات المتناثرة على المنحدرات أمام القبر. اثار القبر 30 الاهتمام بشكل خاص بسبب أنماط إعادة استخدامه خلال الفترة القبطية. بسبب الطابع اللاتيني الذي يدور حول حافة الغرفة فإن إعادة الاستخدام تتوافق مع استخدامها ككنيسة كاثوليكية. قام صائدو الكنوز بتخريب المقابر الأخرى في جميع أنحاء المقبرة. وقد اقترن التخريب بالتدهور الطبيعي، ففقدت العديد من المعلومات المهمة، مثل أصحاب المقابر. القبر المهم الآخر كان القبر 207. تم العثور على صورة منقوشة لصاحب المقبرة على جانبي المدخل. تشير النسب غير الدقيقة والإطار الزاوي إلى أن هذا القبر قد تم إنشاؤه خلال الفترة الانتقالية الأولى. ولحسن الحظ، تم استرداد بيانات كافية للمساعدة في فهم وقت احتلال الموقع.
ركز كل موسم من المواسم التالية على أقسام معينة من الموقع التي تم الكشف عنها سابقًا. على الرغم من تعرض الموقع للنهب والتعرض للطقس والتآكل على مدار الوقت، اعتقد علماء الآثار أنه لا يزال من الممكن إجراء مسح أثري واسع لإنتاج بيانات ذات مغزى تتعلق بتاريخ وطبيعة جبل الهريدي.

## روابط خارجية
- جبل الحريدي: مشروع احياء الصفحة من جمعية استكشاف مصر.
- جبل الحريدي